# Польова гвардія Мозжухіна
«Польова гвардія Мозжухіна» (рос. «Полевая гвардия Мозжухина») — радянська виробнича драма 1985 року, режисера Валерія Лонського про труднощі впровадження бригадного підряду в колгоспну практику.

## Сюжет
У рідне село повертається Федір Мозжухін, який багато років працював на різних будівництвах по всій країні. У своєму колгоспі він організовує підрядну ланку працівників — оскільки вважає, що саме така форма організації праці допомагає підвищити відповідальність людини перед тієї землею, яку він обробляє.
Після армії в село повертається і Льошка Шаронов. За ним приїжджає непримітна Люся, з якої у Олексія були відносини під час служби — не дивлячись на те, що вдома на нього чекала красуня Галя. Олексію доводиться одружитися з Люсею, незважаючи на це відносини з Галею поновлюються. Разом зі своїм другом Юрком Гвоздиком він працює в ланці у Мозжухіна. Однак вимоги Мозжухіна до організації роботи здаються хлопцям надмірно жорсткими.
В опозицію до Мозжухіна стає вкрай консервативний в господарстві начальник ділянки Лошкарьов. Зайва самостійність і непоступливість бригадира все більше починають дратувати і голову колгоспу. Ціною інфаркту Мозжухіним, урешті-решт, все ж вдається заслужити повагу, довести правоту свого методу господарювання і знайти підтримку у секретаря райкому Макарова. Льошці Шаронову належить розібратися в своєму особистому житті, зробити подвиг і стати новим бригадиром підрядної ланки.

## У ролях
- Василь Бочкарьов —  Федір Михайлович Мозжухін
- Андрій Ташков —  Льошка Шаронов
- Едуард Бочаров —  Матвій Григорович Шаронов, батько Олексія
- Тетяна Аксюта —  Людмила, дружина Олексія
- Яніна Лісовська —  Галя, кохана Олексія
- Борис Щербаков —  Василь Потапович Макаров, секретар райкому КПРС
- Володимир Землянікін —  Геннадій Петрович, голова колгоспу
- Володимир Кашпур —  Семен Карпович Лошкарьов, начальник ділянки
- Валентина Паніна —  Марія, мати Олексія
- Володимир Плотников —  Мелешкін, працівник ланки Мозжухіна
- Анатолій Ведьонкін —  Іван, працівник ланки Мозжухіна
- Микола Маліков —  Прохоров, працівник ланки Мозжухіна
- Василь Маслаков —  Юрка Гвоздик, працівник ланки Мозжухіна
- Раїса Рязанова —  мати Галини
- Марія Скворцова —  Мотря Степанівна
- Роман Хомятов —  голова колгоспу, приятель Геннадія Петровича

## Знімальна група
- Режисер:  Валерій Лонськой
- Автор сценарію:  Будимир Метальников
- Оператор:  Юрій Невський
- Художник-постановник:  Елеонора Немечек
- Композитор:  Ісаак Шварц